# Оперативная группа российских войск в Приднестровье

Нашивка военнослужающих ОГРВ ПРРМ

Оперативная группа российских войск в Приднестровском регионе Республики Молдова (ОГРВ ПРРМ) — объединение Вооружённых сил Российской Федерации, дислоцированное на территории непризнанной Приднестровской Молдавской Республики (де-юре — часть территории Республики Молдова), существующее с 1995 года.
Штаб-квартира ОГРВ ПРРМ находится в городе Тирасполе. Группа является наследницей 14-й гвардейской общевойсковой армии ВС СССР и ВС РФ.

## История

### Создание
В апреле 1995 года Генеральный штаб Вооружённых сил Российской Федерации издает директиву (Директива Министра Обороны Российской Федерации от 18.4.1995 г. № 314/2/0296), в которой 14-я гвардейская общевойсковая армия переименовывается в Оперативную группу российских войск в Приднестровском регионе Республики Молдова, расформировывается управление 14-й гв. ОА, а должность командующего армией ликвидируется. По состоянию на 1 июля 1995 года в состав группы входили 52 соединения, воинских частей и учреждений.
Штатная численность составляла — 6 489 человек, в том числе:
- офицеров — 1362;
- прапорщиков — 854;
- сержантов, солдат — 4272.

В соответствии с этой директивой управление армии сокращалось в два раза, все должности в новом штате понижались на три — четыре разряда, а соответственно и должностные оклады понижались в соответствии с этими разрядами.

### Разоружение и сокращение ОГРВ ПРРМ
В результате проведенных в 1995, 1996 и 1997 года организационных мероприятий штатная численность ОГРВ ПРРМ сократилась на 3479 должностей военнослужащих, в том числе:
|                   | 1995  | 1995     | 1996  | 1996     | 1997  | 1997     | В общей сложности на конец 1997 года | В общей сложности на конец 1997 года |
|                   | убыло | осталось | убыло | осталось | убыло | осталось | убыло                                | осталось                             |
| ----------------- | ----- | -------- | ----- | -------- | ----- | -------- | ------------------------------------ | ------------------------------------ |
| офицеров          | 163   | 1200     | 89    | 1111     | 470   | 641      | 722                                  | 641                                  |
| прапорщиков       | 187   | 667      | 58    | 609      | 216   | 393      | 561                                  | 393                                  |
| сержантов, солдат | 694   | 3578     | 206   | 3372     | 1396  | 1976     | 2296                                 | 1976                                 |
| Итого             | 1044  | 5445     | 353   | 5092     | 2082  | 3010     | 3479                                 | 3010                                 |

В 1998 году были проведены организационные мероприятия по дальнейшей «оптимизации» организационно-штатных структур, передислокации воинских частей и учреждений в крупные военные городки Тираспольского гарнизона с целью экономии средств на оплату коммунальных услуг.
В соответствии с решением Стамбульского совещания ОБСЕ (1999), Россия обязалась вывести оружие и весь личный состав с территории ПМР ещё до 2001 года. По состоянию на 2000 год объёмы вооружений и боеприпасов, принадлежащих России, в приднестровском регионе Молдовы составляли около 42 000 тонн. С 2000 года по 2004 год из них было вывезено или уничтожено на месте около 50 % вооружений, военной техники и боеприпасов. На 2011 год на складе оставалось от 19 000 до 21 500 тонн боеприпасов: снаряды, авиабомбы, мины, гранаты, патроны, из них 57 % просрочены для использования и транспортировки. Всё вооружение и военная техника вывезены или уничтожены.
На 2015 год в составе ОГРВ ПРРМ в Приднестровье остаются два отдельных мотострелковых батальона, батальон охраны и обслуживания. 82-й и 113-й мотострелковые батальоны поочередно выполняют миротворческую миссию на Днестре, через год сменяя друг друга. Общая численность ОГРВ ПРРМ (включая миротворческие силы) — порядка 1700 военнослужащих.
Российская группировка в Приднестровье не имеет ударной направленности, не имеет средств обеспечения ПРО или ПВО, средств ядерного сдерживания, нет испытательных полигонов, радаров, узлов связи, артиллерии, авиации, танков, которые были бы сопряжены с российской армией. ОГРВ ПРРМ выполняет, по сути, символическую функцию, обозначая российское военное присутствие. Комплектование происходит в основном за счет местных жителей.
Ранее ротация миротворцев осуществлялась через территорию Украины, а также через аэропорт Кишинева.

### Отношение властей Молдовы
Власти Молдовы неоднократно требовали вывода группы войск с территории ПМР, а парламент Молдовы считает её нахождение одной из основных угроз национальной безопасности страны.
В июне 2018 года Генеральная Ассамблея ООН приняла резолюцию, призывающую Россию вывести свои войска из Приднестровья. МИД России назвал резолюцию «пропагандистским ходом» и заявил, что не собираются её исполнять.
Категорически против вывода российских войск выступал бывший Президент Молдовы Игорь Додон. На сегодняшний день[когда?]

 все ветви власти Молдовы требуют незамедлительного вывода находящихся на территории страны российских войск.

## Основные задачи Оперативной группы российских войск в Приднестровье
1. Подготовка военнослужащих к участию и выполнению миротворческой операции.
2. Обеспечение сохранности вооружения, боеприпасов и материальных средств.
3. Действия по решению Генерального штаба Вооружённых сил РФ при изменении ситуации в регионе[18].

## Боевой состав

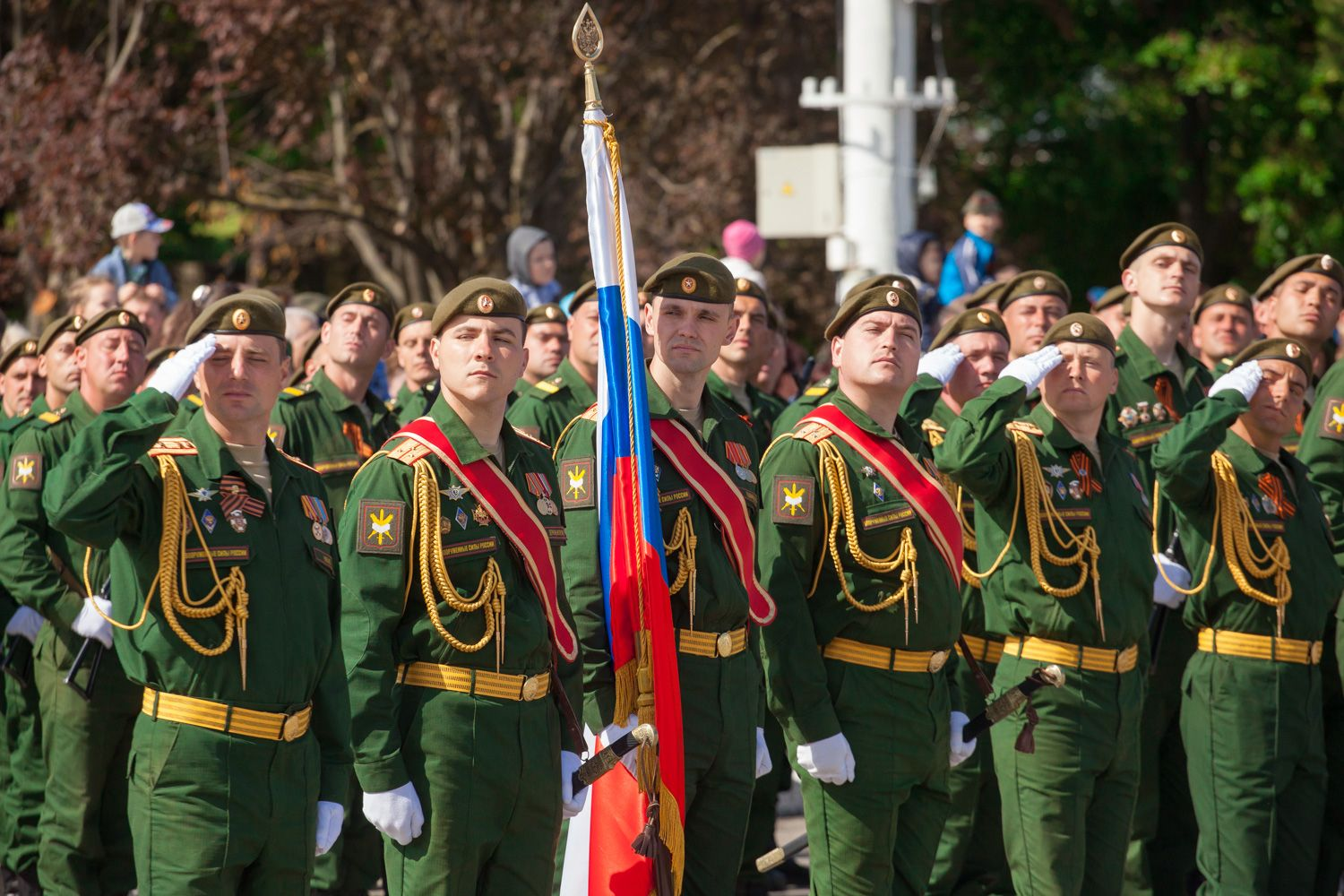

### Состав ОГРВ ПРРМ по состоянию на 1995 год
- Управление группы — в/ч 13962 (г. Тирасполь).
- 59-я гвардейская мотострелковая Краматорская Краснознамённая, орденов Суворова и Богдана Хмельницкого дивизия — в/ч 35770 (г. Тирасполь).
- 15-й отдельный гвардейский ордена Красной Звезды полк связи — в/ч 33104 (г. Тирасполь).
- 976-й отдельный батальон РЭБ — в/ч 51962 (Слободзейский район, с. Парканы).
- 223-й отдельный ремонтно-восстановительный батальон — в/ч 55492 (г. Тирасполь).
- 58-й отдельный радиотехнический батальон ПВО — в/ч 17599 (г. Тирасполь).
- 130-й отдельный батальон РХБ защиты — в/ч 29850 (г. Бендеры).
- 425-й отдельный инженерно-сапёрный батальон.
- 97-й отдельный понтонно-мостовой батальон.
- 36-я отдельная вертолётная эскадрилья — в/ч 03514 (аэродром Тирасполь).
- 818-я отдельная рота специального назначения — в/ч 35792 (аэродром Тирасполь).
- 143-я отдельная рота аэродромно-технического обслуживания — в/ч 12384 (аэродром Тирасполь).
- 1464-я отдельная рота связи и радиотехнического обеспечения — в/ч 45127 (аэродром Тирасполь).
- 395-я отдельная рота охраны и обслуживания (г. Тирасполь).
- Н-ский стационарный узел связи «Выкройка» (г. Тирасполь).
- 504-я станция фельдъегерской почтовой связи — в/ч 62417 (г. Тирасполь).
- Кадр управления 93-й бригады материально-технического обеспечения — в/ч 12014 (г. Тирасполь).
- 1387-й командно-разведывательный центр — в/ч 62543 (г. Тирасполь).
- 865-й командный пункт ПВО — в/ч 13962-М (г. Тирасполь).
- 114-е метеобюро — в/ч 92462 (аэродром Тирасполь).
- 799-я военная команда противопожарной защиты и спасательных работ (Рыбницкий район, с. Колбасна).
- Тираспольская квартирно-эксплуатационная часть района (г. Тирасполь).
- Гарнизонный офицерский клуб (г. Тирасполь).
- Другие подразделения части и учреждения.

Штатная численность составляла — 6489 военнослужащих

### Состав ОГРВ ПРРМ по состоянию на 2002 год
- Штаб ОГРВ ПРРМ
- 8-я отдельная гвардейская мотострелковая Краматорская Краснознамённая, орденов Суворова и Богдана Хмельницкого бригада[19]
- 1162-й зенитно-ракетный полк
- 15-й отдельный полк связи
- авиагруппа[20]

### Состав ОГРВ ПРРМ по состоянию на 2015 год
- Управление ОГРВ ПРРМ — в/ч 13962.
- 82-й отдельный гвардейский мотострелковый батальон — в/ч 74273. 
  - управление батальона;
  - четыре мотострелковые роты;
  - взвод управления;
  - гранатометный взвод;
  - взвод технического обеспечения;
  - взвод материального обеспечения;
  - медицинский взвод.
- 113-й отдельный гвардейский мотострелковый батальон — в/ч 22137. 
  - управление батальона;
  - четыре мотострелковые роты;
  - взвод управления;
  - гранатометный взвод;
  - взвод технического обеспечения;
  - взвод материального обеспечения;
  - медицинский взвод.
- 540-й отдельный батальон управления в/ч 09353. 
  - командование (командир батальона, заместитель командира батальона (в военное время), заместитель командира батальона по воспитательной работе, психолог (служащий РА), заместитель командира батальона по вооружению, заместитель командира батальона по тылу) и штаб батальона;
  - рота охраны, организационно состоящая из управления роты, 4-х взводов охраны, отделения охраны военной прокуратуры и отделения охраны отдела военной контрразведки ФСБ;
  - узел связи;
  - станция фельдъегерской почтовой связи;
  - инженерно-саперный взвод;
  - отдел хранения и утилизации вооружения и военной техники;
  - рота технического обслуживания;
  - рота материального обеспечения;
  - склад горючего;
  - военный оркестр;
  - полигон.

## Командование

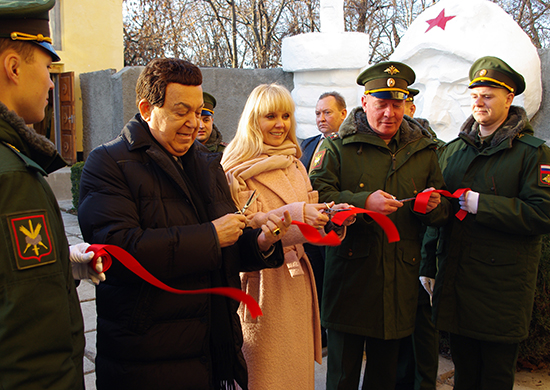
Иосиф Кобзон, Валерия и полковник Дмитрий Зеленков, в Приднестровье в ноябре 2016 года

- Евневич Валерий Геннадиевич, генерал-лейтенант (ноябрь 1995 — 16 января 2002),
- Сергеев Борис Николаевич, генерал-майор (16 января 2002 — 11 сентября 2009),
- Ситчихин Вячеслав Юрьевич, полковник (с 11 сентября 2009—2010),
- Нырков Сергей Семенович, полковник (2010—2011),
- Плохотнюк Валерий Владимирович, полковник (1 декабря 2011 года — 15 марта 2013),
- Горячев Сергей Владимирович, полковник (15 марта 2013 — 25 декабря 2014),
- Зеленков Дмитрий Юрьевич, полковник (25 декабря 2014 — по н.в.)